# دستور شمال ألمانيا
دستور شمال ألمانيا هو دستور اتحاد شمال ألمانيا، الذي كان قائماً كدولة من 1 يوليو 1867 إلى 31 ديسمبر 1870. كان دستور الإمبراطورية الألمانية (1871) مستندًا إليه بشكل كبير.
تم انتخاب الرايخستاغ التأسيسي في 12 فبراير 1867. كان مهمته الوحيدة هي مناقشة واعتماد اقتراح الدستور، كما قدمته الحكومات المتحالفة. تمت كتابة الاقتراح بشكل أساسي من قبل أوتو فون بسمارك، رئيس وزراء بروسيا ومستشار الاتحاد. سيطر الليبراليون الوطنيون والمحافظون المعتدلون على الرايخستاغ التأسيسي.
وفقًا لنظرية ذلك الوقت، كان أعلى جهاز في البلاد هو البوندسرات (المجلس الاتحادي). حصلت بروسيا على 17 من 43 صوتًا في المجلس، مما يمنحها حق النقض. بموجب الدستور، كان ملك بروسيا (فيلهلم الأول) هو رئيس الاتحاد، بحكم الواقع رئيس الدولة وينصب المستشار الاتحادي، السلطة التنفيذية الفيدرالية. إلى جانب المستشار، لم يكن هناك وزراء.
كان الرايخستاغ هو البرلمان، الذي انتخب من قبل جميع الألمان الشماليين الذكور فوق سن 25. كان هذا غير عادي للغاية في تلك الأوقات؛ قدم بسمارك هذا على أمل أن يخلق أغلبية محافظة. كان للرايخستاغ والمجلس معًا سلطات تشريعية، مما يجعل الرايخستاغ المنتخب ديمقراطيًا جهازًا مهمًا وقويًا.
بعد الحرب الفرنسية البروسية 1870-1871، انضمت ولايات جنوب ألمانيا بادن وبافاريا وفورتمبيرغ إلى الاتحاد الكونفدرالي. تم تغيير اسم الاتحاد إلى القيصرية الألمانية، وأصبح دستور الكونفدرالية، مع بعض التغييرات، دستور الإمبراطورية الألمانية.

## روابط خارجية
- نص الدستور باللغة الألمانية

1. ↑  "Stenographische Berichte über die Verhandlungen des Reichstages des Norddeutschen Bundes". 1870. ص. 522. [...] welche am 25. Juni 1867 verkündet und am 1. Juli 1867 in Kraft getreten ist [...]